# Buslijn 16 (Haaglanden)
Buslijn 16 was minstens tweemaal een buslijn in de Nederlandse provincie Zuid-Holland in de regio Haaglanden. 

## 1971–1972, Den Haag
In 1971 was er een tekort aan trambestuurders in Den Haag, en daarom werd tramlijn 16 tijdelijk, van eind 1971 tot voorjaar van 1972, een buslijn. Het gebrek aan busmaterieel werd gecompenseerd met de huur van twaalf standaardbussen van het GVB in Amsterdam.

## 1990–1998, Zoetermeer
Vanaf 1990 kreeg Zoetermeer stadsbuslijnen; de lijnen 12, 14, 16/17, 18/19, 20/21, en 22/23 hebben een periode bestaan. De meeste waren gekoppelde ringlijnen. 
Lijn 16 bediende samen met lijn 17 vanaf station Centrum-west de wijken Meerzicht en Buytenweg, via de Meerzichtlaan & Muzieklaan. Lijn 16 reed linksom, lijn 17 reed rechtsom. In 1998 werd lijn 16 opgeheven. Lijn 17 bleef in dezelfde richting rijden, op de Meerzichtlaan aangevuld door enkele ritten van lijn 174 naar Rijswijk.